# Juillet 1970
Cette page présente les faits marquants du mois de juillet 1970.

## Évènements
- 5 juillet (Formule 1) : victoire de l'autrichien Jochen Rindt sur une Lotus-Ford au Grand Prix automobile de France.

- 9 juillet : la durée du service militaire français est ramenée à un an.

- 18 juillet (Formule 1) : Grand Prix automobile de Grande-Bretagne.

- 21 juillet : achèvement du haut barrage d'Assouan.

- 23 juillet : Nasser accepte publiquement le plan Rogers, suivi par le roi Hussein de Jordanie (26 juillet) et Israël (1er août). La droite quitte le gouvernement en Israël.

- 27 juillet (Portugal) : mort de Salazar. Marcelo Caetano opte pour la continuité du régime. Il affirme à la télévision son regret de ne pas instituer un régime parlementaire, étant donné la sous-information dans laquelle ses concitoyens avaient été si longtemps tenus.

## Naissances
- 5 juillet: Adolphine Byayuwa, femme politique congolaise
- 8 juillet : Beck, chanteur américain
- 9 juillet : Corneille Nangaa, politologue et expert congolais en démocratie et élections
- 10 juillet : 
  - John Simm, acteur anglais
  - Clairemarie Osta, danseuse étoile française
- 11 juillet : Justin Chambers, acteur américain
- 12 juillet : Patrick Puydebat, comédien et animateur de télévision français.
- 13 juillet :
  - Fabiano Alborghetti, écrivain, poète, dramaturge et photographe italien.
  - Bruno Salomone, humoriste et acteur français.
  - Sylvain Mirouf, illusionniste français.
- 17 juillet : 
  - Mandy Smith, chanteuse et mannequin britannique.
  - Gavin McInnes, auteur canadien.
- 19 juillet : 
  - Mathieu Sinclair, chanteur français.
  - Nicola Sturgeon, femme politique écossaise et première ministre d'Écosse de 2014 à 2023.
  - Christopher Luxon, homme d'affaires et homme politique néo-zélandais.
- 21 juillet : Baba Laddé, personnalité politique tchadienne.
- 22 juillet : Jason Becker, guitariste de metal instrumental.
- 22 juillet : Abdelmanane Khatab à Ndjamena au Tchad, homme politique tchadien.
- 24 juillet : Axelle Laffont, actrice et humoriste française.
- 28 juillet : Emmanuel Guttierez, acteur français.
- 30 juillet : Christopher Nolan, réalisateur, scénariste et producteur britannique.

## Décès
- 4 juillet :
  - Barnett Newman, peintre (° 29 janvier 1905).
  - Albert Hazen Wright, zoologiste américain (° 15 août 1879).
- 10 juillet : 
  - Georges Kiefer, alias « commandant François », résistant français, chef des Forces françaises de l'intérieur (FFI) du Bas-Rhin pendant la Seconde guerre mondiale (°26 septembre 1893).
  - Maria Orsola Bussone, jeune laïque italienne, vénérable catholique (° 2 octobre 1954).
- 14 juillet : Luis Mariano, chanteur d'opérette espagnol (° 13 août 1914).
- 15 juillet : Almada Negreiros, artiste portugais (° 7 avril 1893).
- 23 juillet : Amadeo Bordiga, 81 ans, dirigeant révolutionnaire et théoricien marxiste italien, l’un des fondateurs du Parti communiste italien. (° 13 juin 1889)
- 27 juillet : António de Oliveira Salazar, dictateur portugais (° 28 avril 1889).